# Queen’s Cup
Der Queen’s Cup war ein jährlich stattfindender Fußball-Pokalwettbewerb in Thailand. Ausrichter war der Thailändische Fußballverband FAT. Der Pokal hat seinen Namen nach der Königin Sirikit und wurde das erste Mal 1970 ausgetragen.
Zu diesem Pokalwettbewerb, der kein ausschließlich Nationaler Wettbewerb war, konnten auch Mannschaften aus anderen Ländern teilnehmen, sofern diese vom Verband eingeladen wurden.
Nachdem 2007 der Wettbewerb abgesagt wurde, fand er 2009 wieder statt.

## Liste der Gewinner
- 1970: FC Bangkok Bank & FC Royal Thai Air Force (geteilt)
- 1971: Bulog Putera (Indonesia)
- 1972: FC Raj Pracha
- 1973: FC Raj-Vithi
- 1974: FC Royal Thai Air Force
- 1976: Yanmar Diesel (Japan)
- 1977: Hanyang University FC (S. Korea): FC Port Authority of Thailand (geteilt)
- 1978: FC Port Authority of Thailand
- 1979: FC Port Authority of Thailand: August 1st (China) (geteilt)
- 1980: FC Port Authority of Thailand
- 1981: FC Raj Pracha
- 1982: FC Royal Thai Air Force
- 1983: FC Bangkok Bank
- 1984: Hanyang University FC
- 1986: Shanghai University FC (China)
- 1987: FC Port Authority of Thailand
- 1988: Hanyang University FC
- 1989: Hanyang University Fc
- 1990: Hanyang University FC
- 1991: Hanyang University FC
- 1992: Gamba Osaka (Japan)
- 1993: FC Port Authority of Thailand
- 1994: FC Thai Farmers Bank
- 1995: FC Thai Farmers Bank
- 1996: FC Thai Farmers Bank
- 1997: FC Thai Farmers Bank
- 1999: Hanyang University FC
- 2000: FC Bangkok Bank
- 2002: FC Osotspa M-150
- 2003: FC Osotspa M-150
- 2004: FC Osotspa M-150
- 2006: FC Royal Thai Navy
- 2007: abgesagt
- 2009: Hallelujah FC (Südkorea)
- 2010: Krung Thai Bank-BG